# 帕罗奥图站
帕罗奥图站（英語：Palo Alto station）位于美国加利福尼亚州帕罗奥图，是加州列车（Caltrain）的车站之一。该站为旧金山、圣马刁县和圣克拉拉县的通勤者提供服务。